# Oxira subdolens
Oxira subdolens là một loài bướm đêm trong họ Noctuidae.